# Iorgu Iordan

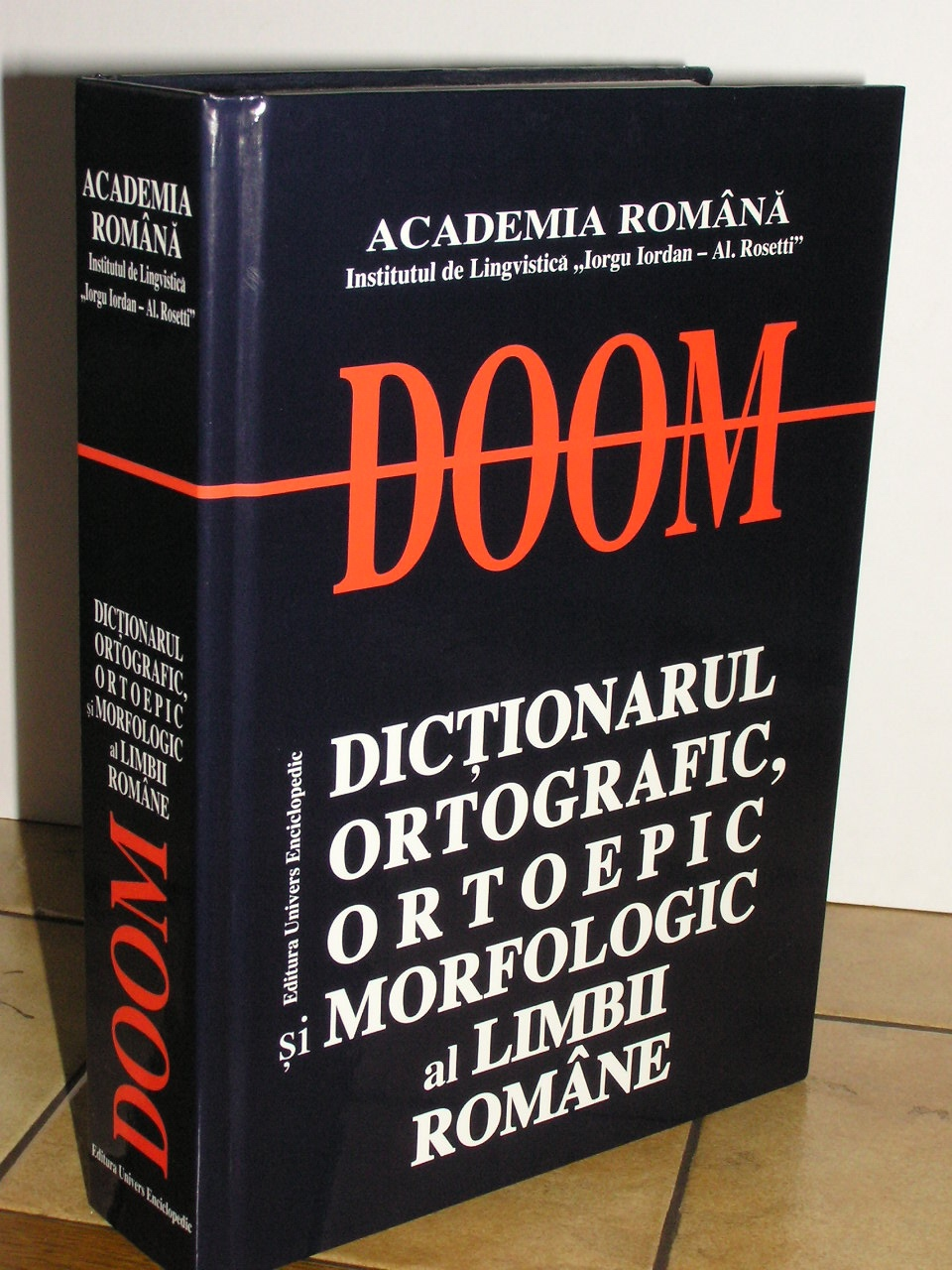
Dictionnaire de la langue roumaine (DOOM) de l'institut Iorgu Iordan - Alexandru Rosetti

Iorgu Iordan, né le 11 octobre 1888 (23 octobre dans le calendrier grégorien) à Tecuci et mort le 20 septembre 1986 à Bucarest, est un romaniste et linguiste roumain.

## Biographie
Iordan a effectué ses études avant 1914 à Iași et Berlin, et les a poursuivies à partir de 1919 à Bonn, Paris, Florence et Rome. Il soutient en 1919 sa thèse consacrée aux « diphtongues en -e accentuées en ă »  sous la direction d'Alexandru Philippide (1859–1933) et devient professeur des lycées de Iași et de Galați. De 1926 à 1946 il est professeur de l'université de Iași ; de 1946 à 1962 il est professeur titulaire de la chaire de philologie romane de l'université de Bucarest (dont il sera le recteur entre 1957 et 1958). Il s'occupait volontiers de politique et fut ambassadeur de Roumanie à Moscou de 1945 à 1947. Il était l'éditeur des revues scientifiques Revue de linguistique (1956–1963) et Limba română (1964–1986).
L'Institut de linguistique de l'Académie roumaine de Bucarest, dont il a été membre  à partir de 1945 et vice-président entre 1957 et 1966, porte son nom et celui d'Alexandru Rosetti (1895–1990). Iordan était docteur honoris causa des universités de Berlin, de Montpellier, de Gand et de Rome. À partir de 1958, il a été membre correspondant de l'Académie des sciences de Saxe.

## Écrits

### Histoire de la linguistique romane
- Introducere în studiul limbilor romanice. Evoluția și starea actuală a lingvisticii romanice, Iași 1932
- An introduction to romance linguistics. Its schools and scholars. Traduite, révisée et partiellement mise à jour par John Orr, Londres 1937, Westport, Conn. 1970
- Einführung in die Geschichte und Methoden der romanischen Sprachwissenschaft. Trad. en allemand, complétée et partiellement mise à jour par Werner Bahner, Berlin 1962
- An introduction to Romance linguistics. Traduite, révisée et partiellement mise à jour par John Orr. Avec une postface intitulée 'Thirty years on' de Rebecca Posner, Oxford 1970
- Introduzione alla linguistica romanza. Avec une note de D'Arco Silvio-Avalle, Turin 1973

### Autres essais de philologie romane
- Rumänische Toponomastik, 2 parties, Bonn 1924, 1926
- Gramatica limbii române, Bucarest 1937, 1946,  2005
- Limba româna actuala. O gramatica e Greselilor, Iaşi 1943, Bucarest 1947
- Stilistica limbii române, Bucarest 1944, 1975
- Nume de locuri românești în Republica Popularâ Românā, Bucarest 1952
- Limba romînă contemporană, Bucarest 1956
- Coéditeur, avec Émil Petrovici et Alexandru Rosetti, des Mélanges linguistiques, publiés à l'occasion du 8e Congrès international des linguistes à Oslo, du 5 au 9 août 1957, par l’Académie de la République populaire roumaine, Bucarest 1957
- Lingvistica romanică. Evoluție. Curente. Metode, Bucarest 1962; édition espagnole : Lingüística románica. Evolución-corrientes-métodos. Edition revisée et annotée par Manuel Alvar, Madrid 1967
- (hrsg.) Crestomatie romanica, Bucarest 1962, 1965, 1968
- Istoria limbii spaniole, Bucarest 1963
- Toponimia romîneasca, Bucarest 1963
- Lexicul limbii romîne, Bucarest 1964
- (éd.) Dicționarul limbii române. Serie nouă, M-Z, Bucarest 1965–2005
- (en coll. avec Maria Manoliu und Maria Manoliu Manea) Introducere în linguistica romanica, Bucarest 1965. Grammatica comparata a limbilor romanice, Bukarest 1971; ; édition espagnole : Manual de lingüística románica. Revisión, reelaboración parcial y notas por Manuel Alvar, 2 vol., Madrid 1972, 1980, 1989; ; édition en portugais : Introdução à linguistica românica, Lisbonne 1973; ; édition en italien : Linguistica romanza, Padoue (1974)
- (en coll. avec Valeria Guțu Romalo et Alexandru Niculescu) Structura morfologică a limbii române contemporane, Bucarest 1967
- Scrieri alese, Bucarest 1968
- Alexandru I. Philippide, Bucarest 1969
- (éd.) Istoria stiintelor in România. Linguistica, Bucarest 1975
- Limba literară. Studii și articole, Craiova 1977
- (en coll. avec Vladimir Robu) Limba română contemporană, Bucarest 1978
- Dicționar al numelor de familie românești, Bucarest 1983
- Istoria limbii române, Bucarest 1983